# Сан-Жулиан-ду-Тожал
Сан-Жулиан-ду-Тожал (порт. São Julião do Tojal) — район (фрегезия) в Португалии, входит в округ Лиссабон. Является составной частью муниципалитета Лореш. Находится в составе крупной городской агломерации Большой Лиссабон. По старому административному делению входил в провинцию Эштремадура. Входит в экономико-статистический субрегион Большой Лиссабон, который входит в Лиссабонский регион. Население составляет 3 837 человек на 2011 год. Занимает площадь 13,28 км².
Покровителем района считается Дева Мария (порт. Maria).

## Демография
| Численность населения муниципалитета по годам | Численность населения муниципалитета по годам | Численность населения муниципалитета по годам | Численность населения муниципалитета по годам | Численность населения муниципалитета по годам | Численность населения муниципалитета по годам | Численность населения муниципалитета по годам | Численность населения муниципалитета по годам | Численность населения муниципалитета по годам | Численность населения муниципалитета по годам | Численность населения муниципалитета по годам |
| --------------------------------------------- | --------------------------------------------- | --------------------------------------------- | --------------------------------------------- | --------------------------------------------- | --------------------------------------------- | --------------------------------------------- | --------------------------------------------- | --------------------------------------------- | --------------------------------------------- | --------------------------------------------- |
| 1862                                          | 1864                                          | 1890                                          | 1900                                          | 1911                                          | 1920                                          | 1930                                          | 1940                                          | 1991                                          | 2001                                          | 2011                                          |
| 1 250                                         | 1 269                                         | 1 383                                         | 1 333                                         | 1 584                                         | 1 327                                         | 1 480                                         | 1 501                                         | 3 279                                         | 3 600                                         | 3 837                                         |